# Rosulabryum pseudocapillare
Rosulabryum pseudocapillare là một loài Rêu trong họ Bryaceae. Loài này được (Besch.) Ochyra mô tả khoa học đầu tiên năm 2003.